# Route magistrale 26 (Serbie)
Pour les articles homonymes, voir M26 et Route 26.
La route magistrale 26 (en serbe : Државни пут ІВ реда број 26, Državni put IB reda broj 26 ; Магистрала број 26, Magistrala broj 26) est une route nationale de Serbie qui débute près de l'échangeur  Ostružnica de l'autoroute A1 (Périphérique de Belgrade) passant par les villes serbes de Belgrade, Obrenovac, Šabac, Loznica pour arriver jusqu’à la frontière serbo-bosniaque. Cette route nationale est parfois appelée "la route magistrale de la Save" (en serbe : Savska Magistrala).
La section entre Šabac et Loznica est de type Voie Rapide. Celle-ci est ouverte à la circulation le 30 décembre 2024.

## Description du tracé

### Route magistrale 26; d'Ostružnica(Autoroute A1,Périphérique de Belgrade) àMali Zvornik(Poste-frontière)

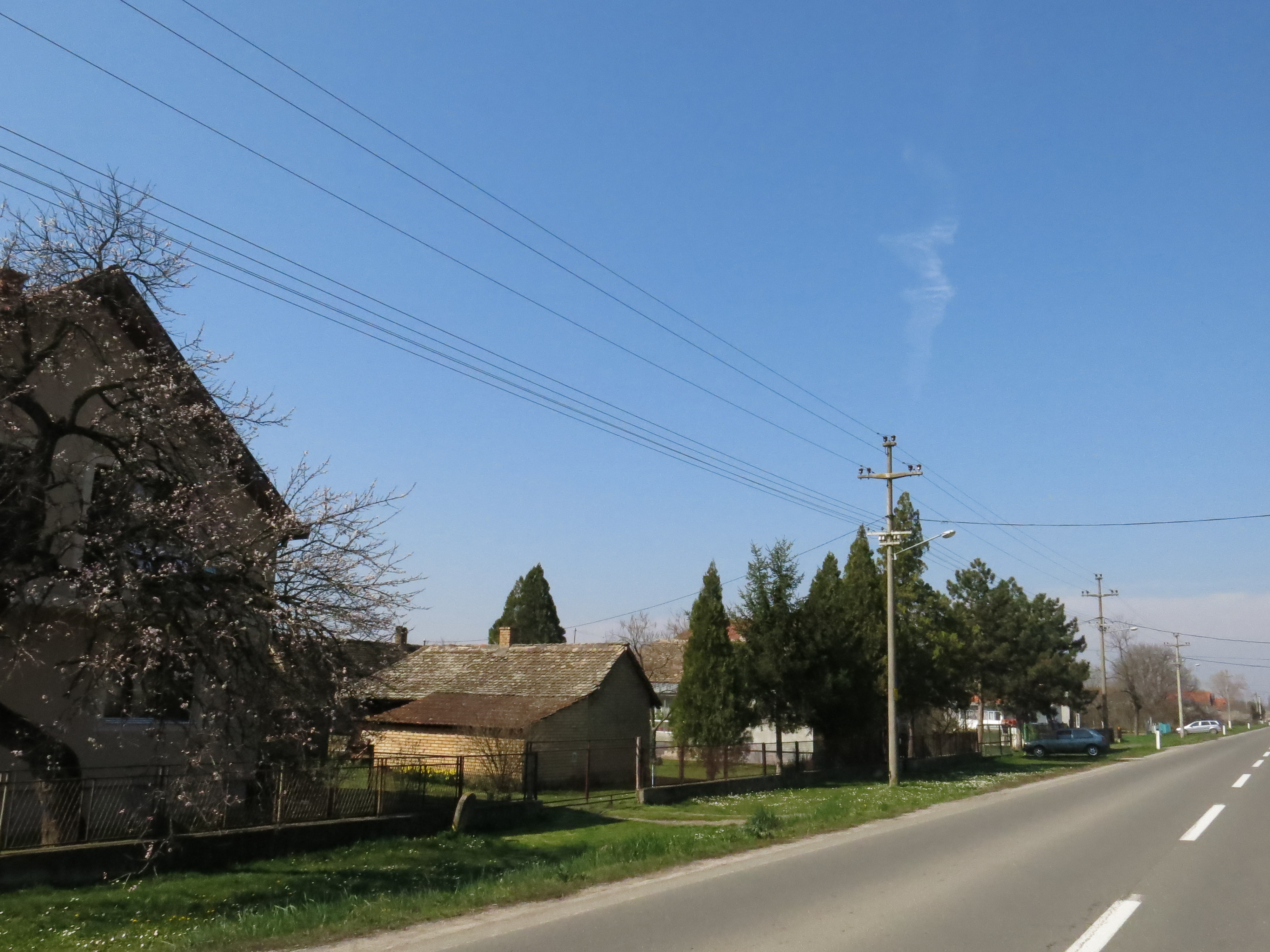
La route magistrale 26 à Skela.